# Man Asian Literary Prize
Man Asian Literary Prize var ett litteraturpris som delades ut årligen mellan 2007 och 2012. Det delades ut för bästa roman som är översatt till engelska skriven av en författare bosatt i Asien.
Under de första åren utdelades priset till opublicerade verk skrivna på eller översatta till engelska. 2010 ändrades reglerna till att gälla publicerade verk och prissumman höjdes från 10 000 US dollar till 30 000 US dollar.
Priset sponsrades av Man Group som även sponsrar Bookerpriset och Man Booker International Prize.

## Pristagare
| År   | Författare      | Nationalitet | Roman                                                           |
| ---- | --------------- | ------------ | --------------------------------------------------------------- |
| 2007 | Jiang Rong      | Kina         | Wolf Totem                                                      |
| 2008 | Miguel Syjuco   | Filippinerna | Ilustrado                                                       |
| 2009 | Su Tong         | Kina         | The Boat to Redemption                                          |
| 2010 | Bi Feiyu        | Kina         | Three Sisters                                                   |
| 2011 | Kyung-Sook Shin | Sydkorea     | Please Look After Mom (svensk översättning: Ta hand om min mor) |
| 2012 | Tan Twan Eng    | Malaysia     | The Garden of Evening Mists                                     |